# A Twist in the Myth
A Twist in the Myth osmi je studijski album njemačkog power metal sastava Blind Guardian. Prvobitno je bila namjera da album bude objavljen 5. rujna 2006., ali je Nuclear Blast pomaknuo datum objave na 1. rujna (osim u Sjevernoj Americi, gdje je objavljen 5. rujna). Promotivna inačica albuma procurila je 2. srpnja. Prodajna inačica je procurila u kolovozu 2006. s pjesmom "Dead Sound of Misery", te s engleskim intervjuom.
Album je izdan u nekoliko različitih formata: normalna inačica, digipack inačica s bonus pjesmom i bonus diskom, te ograničena naklada knjižne inačice. Knjiga sadrži digipack, zajedno s trzalicom, knjižicom, te certifikatom autentičnosti i potpisima.

## Popis pjesama
1. "This Will Never End" – 5:07
2. "Otherland" – 5:14
3. "Turn the Page" – 4:16
4. "Fly" – 5:43
5. "Carry the Blessed Home" – 4:03
6. "Another Stranger Me" – 4:36
7. "Straight Through the Mirror" – 5:48
8. "Lionheart" – 4:15
9. "Skalds and Shadows" – 3:13
10. "The Edge" – 4:27
11. "The New Order" – 4:49
12. "All the King's Horses" – 4:13 (Bonus pjesma za japansko tržište)
13. "Dead Sound of Misery" – 5:18 (Bonus pjesma na digipack izdanju)

- Digipack Bonus CD

1. Intervju (Njemački)
2. Intervju (Engleski)
3. Blind Guardian Media Player

## Lirička podloga
- "This Will Never End" je inspirirana knjigom njemačkog književnika Waltera Moersa Divlje jahanje kroz noć.
- "Otherland" je zasnovana na noveli Otherland Tad Williamsa.
- "Turn the Page" spominje religiju Wicca, kao i obnovu te promjenu godišnjih doba.
- "Fly" sadrži osvrte na Petra Pana i inspirirana je filmom Finding Neverland.
- "Carry the Blessed Home"  govori o Rolandu Gunslingeru iz romana Stephena Kinga.
- "Another Stranger Me" opisuje um jedne osobe s poremećajem višestruke ličnosti koja postaje svjesna svojega drugoga "Ja".
- "Straight through the Mirror" govori o tome kako se snovi mogu lako i brzo mijenjati.
- "Lionheart" je priča o Odisejevu putu u Had.
- "Skalds and Shadows" govori o pričama o starim nordijskim Skaldima (putujućim pjevačima).
- "The Edge" je priča o Svetom Pavlu i njegovom viđenju Krista
- "The New Order" se bavi potrebom za promjenama.

## Osoblje
- Hansi Kürsch — vokali
- André Olbrich — gitara
- Marcus Siepen — ritam gitara
- Frederik Ehmke — bubnjevi
- Oliver Holzwarth — bas-gitara